# Royler Gracie
Royler Gracie (Río de Janeiro, 6 de diciembre de 1965) es un ex practicante de jiu-jitsu y artista marcial mixto brasileño retirado. Dirigió la escuela «Gracie Humaitá» en Río de Janeiro durante muchos años bajo la dirección de su padre Helio, pero actualmente vive en San Diego.

## Biografía
Hijo del fallecido Gran Maestro, Helio Gracie y hermano de Rickson y Royce Gracie, Royler es miembro de la familia Gracie. Posee un cinturón rojo/negro de séptimo grado en el estilo pionero de su familia, el jiu-jitsu brasileño.
Antes de su retiro, Royler compitió en las filas del cinturón negro por más de 20 años. Royler también es cuatro veces Campeón del Mundo de Jiu-Jitsu en la categoría Cinturón Negro de peso pluma y se ha colocado en la División Absoluta.
Royler tiene un récord profesional en artes marciales mixtas de cinco victorias, cinco derrotas y un empate. Su última pelea se tuvo lugar el 14 de septiembre de 2011 a la edad de 45 años cuando perdió contra Masakatsu Ueda por decisión dividida.
En 2003, enfrentó a Eddie Bravo en los cuartos de final del torneo de ADCC en la categoría de 66 kg/145 lbs. Royler tenía 38 años en ese momento pero seguía siendo uno de los favoritos para ganar el torneo. Bravo lo hizo exepcionalmente bien contra Royler derrotándolo vía sumisión. Royler tuvo su esperada revancha contra Eddie Bravo el 29 de marzo de 2014 en Metamoris III en un formato de competición solo para presentación. A pesar de los muchos intentos de parte y parte por ganar el combate, este concluyó como un empate después de que se agotara el tiempo límite de 20 minutos.

## Apariciones en los medios
En un episodio de la temporada tres de Wildboyz, Steve-O y Chris Pontius visitan Brasil y se dirigen a la escuela de jiu-jitsu Gracie en Río de Janeiro. Royler se enfrenta a Chris Pontius y lo asfixia, mientras que la estudiante Leticia Ribeiro derrota a Steve-O por sumisión (armbar).

## Libros
Gracie ha coescrito tres libros instructivos sobre jiu-jitsu brasileño.
- «Brazilian Jiu-Jitsu: Theory and Practice»[15] con su primo Renzo Gracie.
- «Brazilian Jiu-Jitsu Submission Grappling Techniques»[16] con Kid Peligro
- «Gracie Submission Essentials: Grandmaster and Master Secrets of Finishing a Fight»[17] con su padre Helio Gracie y Kid Peligro

## Récord en artes marciales mixtas
| Resultado | Récord | Oponente          | Método                      | Evento                         | Fecha                    | Ronda | Tiempo | Localización | Notas                                           |
| --------- | ------ | ----------------- | --------------------------- | ------------------------------ | ------------------------ | ----- | ------ | ------------ | ----------------------------------------------- |
| Derrota   | 5–5–1  | Masakatsu Ueda    | Decisión (dividida)         | Amazon Forest Combat 1         | 14 de septiembre de 2011 | 3     | 5:00   | Manaus       |                                                 |
| Derrota   | 5–4–1  | Hideo Tokoro      | Decisión (unánime)          | K-1 Premium 2006 Dynamite!!    | 31 de diciembre de 2006  | 2     | 5:00   | Osaka        |                                                 |
| Derrota   | 5–3–1  | Norifumi Yamamoto | KO (golpe)                  | Hero's 3                       | 7 de septiembre de 2005  | 2     | 0:38   | Tokio        | Cuartos de final del Grand Prix de peso ligero. |
| Victoria  | 5–2–1  | Koji Yoshida      | Decisión (mayoritaria)      | Hero's 2                       | 6 de julio de 2005       | 2     | 5:00   | Tokio        |                                                 |
| Victoria  | 4–2–1  | Kazuyuki Miyata   | Sumisión (triangle choke)   | Rumble on the Rock             | 20 de noviembre de 2004  | 2     | 2:46   | Honolulu     |                                                 |
| Derrota   | 3–2–1  | Genki Sudo        | KO (golpes)                 | K-1 MMA ROMANEX                | 22 de mayo de 2004       | 1     | 3:40   | Saitama      |                                                 |
| Empate    | 3–1–1  | Takehiro Murahama | Empate                      | Deep - 1st Impact              | 8 de enero de 2001       | 2     | 10:00  | Nagoya       |                                                 |
| Derrota   | 3–1    | Kazushi Sakuraba  | Sumisión (kimura)           | PRIDE 8                        | 21 de noviembre de 1999  | 2     | 13:16  | Tokio        |                                                 |
| Victoria  | 3–0    | Yuhi Sano         | Sumisión (armbar)           | PRIDE 2                        | 15 de marzo de 1998      | 1     | 33:14  | Yokohama     |                                                 |
| Victoria  | 2–0    | Noboru Asahi      | Sumisión (rear-naked choke) | Vale Tudo Japan 1996           | 7 de julio de 1996       | 1     | 5:07   | Urayasu      |                                                 |
| Victoria  | 1–0    | Ivan Lee          | Sumisión (rear-naked choke) | Universal Vale Tudo Fighting 2 | 24 de junio de 1996      | 1     | 1:33   | Brasil       |                                                 |